# Ramona Rey
Ramona Rey, właśc. Katarzyna Alina Okońska (ur. 30 sierpnia 1983 w Gryficach) – polska piosenkarka muzyki pop i klubowej.

## Wykształcenie
Ukończyła liceum w rodzinnych Gryficach. Uczyła się śpiewu operowego w szkole muzycznej.

## Kariera muzyczna
W czasach licealnych założyła swój pierwszy zespół, z którym zagrała kilka koncertów. W 2002 śpiewała i tańczyła w musicalu Kwiaty we włosach, pokazywanym na antenie TVN. Niedługo później poznała Igora Czerniawskiego, z którym rozpoczęła pracę nad debiutancką płytą. Album zapowiedziała singlem „Zanim słońce wstanie”, który wydała w czerwcu 2005. Teledysk w reżyserii Łukasza Kośmickiego był nominowany w dwóch kategoriach na festiwalu Yach Film. W 2006 wydała drugi singiel z debiutanckiej płyty, „Pięknie jest”, do którego zrealizowała teledysk. W tym okresie wydała również cały album, zatytułowany po prostu Ramona Rey. Trzecim utworem i teledyskiem promującym album była piosenka „Jak to widzisz”, która została motywem przewodnim filmu Południe-Północ. W sierpniu wystąpiła na festiwalu w Jarocinie.

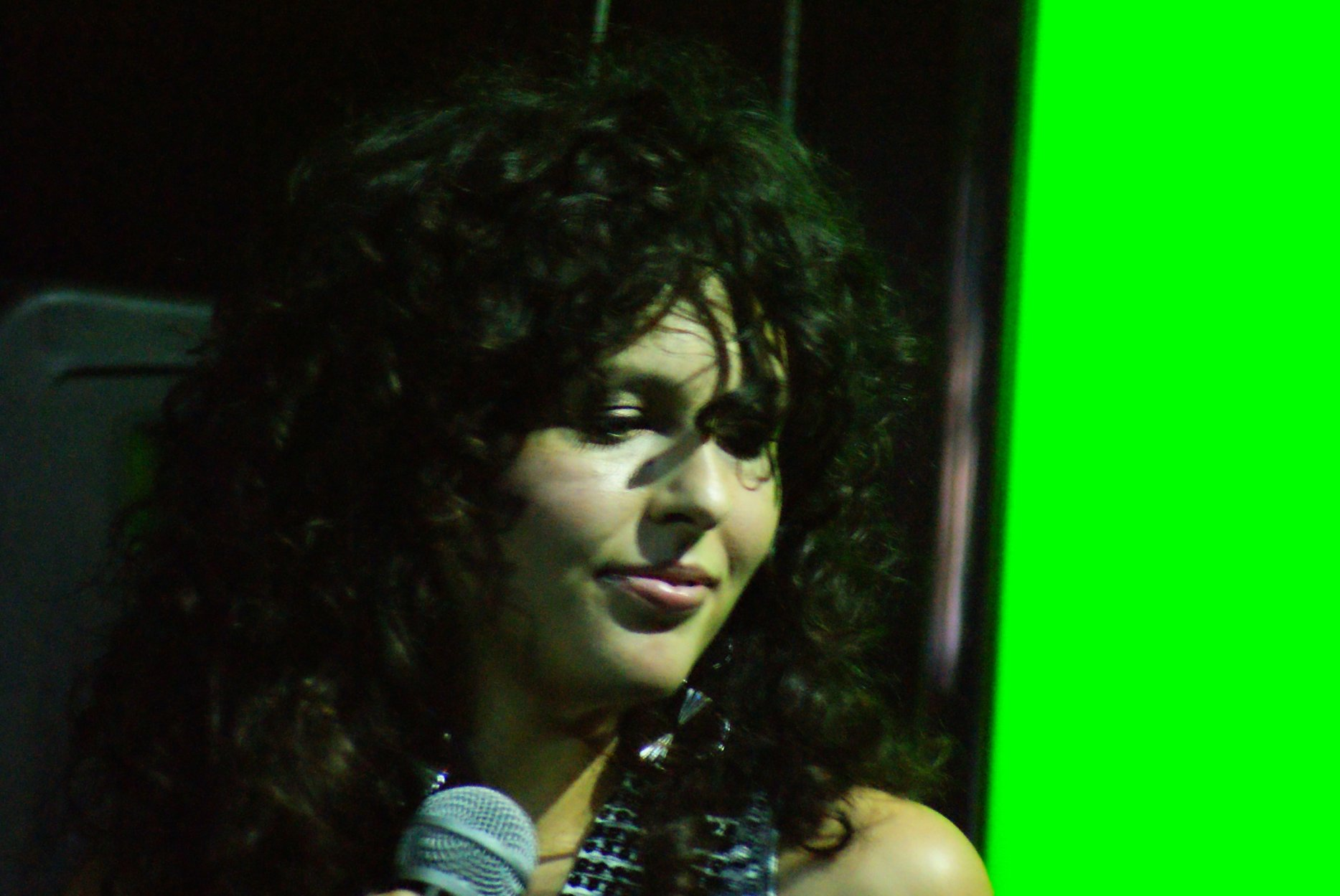
Rey (2008)

W 2007 wzięła udział w projekcie muzycznym Yugopolis, wykonując utwór „Ominęło mnie” na płycie pt. Słoneczna strona miasta. W 2008 wydała utwór „Skarb”, będący pierwszym singlem z drugiej płyty. Do piosenki zrealizowała teledysk, który zdobył nagrodę Yach Film w kategorii „najlepsze zdjęcia”. Na kolejny singiel wybrała piosenkę „Znajdź i weź”, która została umieszczona na ścieżce dźwiękowej do filmu Kochaj i tańcz i do której zrealizowała teledysk. 18 stycznia 2009 wydała drugi album studyjny pt. Ramona Rey 2. Album spotkał się z pozytywnym przyjęciem zarówno fanów, jak i krytyków muzycznych. W kwietniu 2009 materiał zapewnił piosenkarce nominację w plebiscycie Superjedynki w kategorii „Płyta roku”. W maju wystąpiła z piosenką „Obietnica” w programie Hit Generator, zapowiadając utwór jako trzeci singiel z płyty. W sierpniu z piosenką zakwalifikowała się do stawki konkursowej Vena Festivalu, na którym zdobyła nagrodę publiczności. Była nominowana również do nagrody festiwalu Yach Film w kategorii „kreacja aktorska” za teledysk do „Znajdź i weź”. Była także jedną z wokalistek biorących udział w nagraniu piosenki „Oh Africa”, skomponowanej na potrzeby Mistrzostw Świata w Piłce Nożnej 2010. W lipcu 2010 opublikowała teledysk do singla „Lubię cię”, za który w sierpniu otrzymała nominację do nagrody Yach Film w kategorii „Kreacja aktorska”.

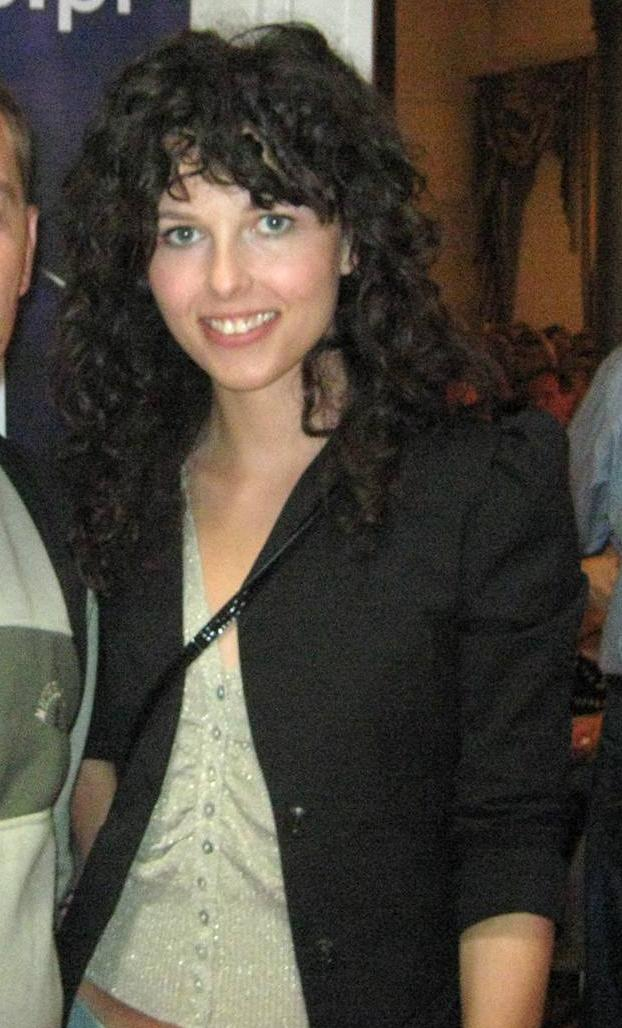
Rey (2009)

W marcu 2011 została nominowana do nagrody Oskary Fashion 2011 w kategorii muzyka. W październiku wydała album pt. Ramona Rey 3. 12 maja 2017 wydała album pt. Ramona Rey 4, a w listopadzie opublikowała podwójny teledysk do piosenek „Kim być” i „Seneka”, opowiadający o homoseksualnej miłości w czasach wojny. 31 grudnia wydała singiel „EUVI”, z którym bez powodzenia zgłosiła się do krajowych eliminacji do 63. Konkursu Piosenki Eurowizji. Niedopuszczenie piosenki do selekcji było szeroko komentowane w sieci przez fanów konkursu.

## Działalność pozamuzyczna
W 2010 została jedną z ambasadorek kampanii reklamowej Pepsi.
Była uczestniczką programu rozrywkowego TVP1 Superstarcie (2014) i jurorką w konkursie talentów Polsatu Śpiewajmy razem. All Together Now (2018).

## Dyskografia
Albumy
| Rok  | Dane dot. albumu |
| ---- | --- |
| 2006 | Ramona Rey - Data: 19 czerwca 2006 - Wydawca: Sony BMG Music Entertainment Poland - Format: CD, digital download         |
| 2009 | Ramona Rey 2 - Data: 30 stycznia 2009 - Wydawca: Arana Records - Format: CD, digital download                            |
| 2011 | Ramona Rey 3 - Data: 25 października 2011 - Wydawca: Arana Records/EMI Music Poland - Format: CD, digital download       |
| 2017 | Ramona Rey 4 - Data: 12 maja 2017 - Wydawca: Arana Records/Warner Music Poland - Format: CD, digital download, streaming |

Single
| Rok  | Tytuł                    | Notowania na listach przebojów | Notowania na listach przebojów | Album        |
| Rok  | Tytuł                    | LP3                            | SLiP                           | Album        |
| ---- | ------------------------ | ------------------------------ | ------------------------------ | ------------ |
| 2005 | „Zanim słońce wstanie"   | 13                             | 50                             | Ramona Rey   |
| 2006 | „Pięknie jest"           | 9                              | 39                             | Ramona Rey   |
| 2006 | „Jak to widzisz"         | 16                             | —                              | Ramona Rey   |
| 2008 | „Skarb"                  | —                              | —                              | Ramona Rey 2 |
| 2008 | „Znajdź i weź"           | —                              | 17                             | Ramona Rey 2 |
| 2009 | „Obietnica"              | —                              | —                              | Ramona Rey 2 |
| 2010 | „Lubię cię"              | —                              | —                              | Ramona Rey 2 |
| 2011 | „Wyostrz"                | —                              | 20                             | Ramona Rey 3 |
| 2012 | „Paczka"                 | —                              | —                              | —            |
| 2017 | „Jak Ty"                 | —                              | —                              | Ramona Rey 4 |
| 2017 | „EUVI"                   | —                              | —                              | —            |
| 2020 | "Cichanocka"             | —                              | —                              | —            |
| 2021 | "Chcę Ci Powiedzieć Coś" | —                              | —                              | —            |
| 2022 | "O! Nie Rób Tyle Hałasu" | —                              | —                              | —            |
| 2023 | "Kocham"                 | —                              | —                              | —            |
| 2023 | "To minie"               | —                              | —                              | —            |

## Teledyski
| Rok  | Tytuł                  | Reżyseria                           |
| ---- | ---------------------- | ----------------------------------- |
| 2005 | „Zanim słońce wstanie” | Łukasz Kośmicki                     |
| 2006 | „Pięknie jest”         | Kamelia Zduńczyk, Mario Rokicki     |
| 2006 | „Jak to widzisz”       | Łukasz Karwowski                    |
| 2008 | „Skarb”                | Marek Dawid                         |
| 2008 | „Znajdz i weź”         | Michael Maxxis                      |
| 2009 | „Obietnica”            | Rada                                |
| 2010 | „Oh Africa”            | —                                   |
| 2010 | „Lubię cię”            | Igor Czerniawski, Tomasz Siatkowski |
| 2011 | „Wyo-s-t-rz”           | Ramona Rey                          |
| 2017 | „Jak Ty”               | Bartosz Brzeziński                  |
| 2017 | „Kim być”/„Seneka”     | Bartosz Brzeziński                  |

## Nagrody i nominacje
| Rok  | Konkurs        | Kategoria                               | Tytułem                | Nota                 | Źr.    |
| ---- | -------------- | --------------------------------------- | ---------------------- | -------------------- | ------ |
| 2005 | Yach Film      | Najlepsze zdjęcia                       | "Zanim słońce wstanie" | Nominacja            | [ 17 ] |
| 2005 | Yach Film      | Kreacja aktorska                        | "Zanim słońce wstanie" | Nominacja            | [ 17 ] |
| 2008 | Yach Film      | Najlepsze zdjęcia                       | "Skarb"                | Wygrana              | [ 17 ] |
| 2009 | Vena Festival  | Najlepsza piosenka                      | "Obietnica"            | Nagroda publiczności | [ 17 ] |
| 2009 | Yach Film      | Kreacja aktorska                        | "Znajdź i weź"         | Nominacja            | [ 17 ] |
| 2010 | Yach Film      | Kreacja aktorska                        | "Lubię Cię"            | Nominacja            | [ 17 ] |
| 2012 | Fryderyki 2012 | Album Roku Muzyka Klubowa / Elektronika | Ramona Rey 3           | Nominacja            | [ 17 ] |